# Episannina lodimana
Episannina lodimana là một loài bướm đêm thuộc họ Sesiidae. Nó được biết đến ở Cộng hòa Dân chủ Congo.